# Джон, Литтл Вилли
Литл Ви́лли Джон (англ. Little Willie John, полное имя William Edward John; 15 ноября 1937 — 26 мая 1968) — американский певец 1950—1960-х годов.
AllMusic и сайт Зала славы рок-н-ролла называют Джона одним из самых влиятельных / величайших ритм-н-блюзовых певцов 1950-х — 1960-х годов, хоть так и не удостоившихся таких почестей, как Сэм Кук, Клайд Макфаттер и Джеймс Браун. Отмечают его полноголосый, мускулистый и при этом высокотехничный и эмоциональный высокий тембр (тенор), который мог показаться не соответствующим совсем молодому возрасту (первый хит у него был в 18 лет) и маленькому росту (5 футов 4 дюйма). Его «пылкий» вокал в таких попавших в первую пятёрку в ритм-н-блюзовом чарте «Билборда» песнях, как «Need Your Love So Bad», «Talk to Me, Talk to Me», «All Around the World» и «Take My Love (I Want to Give It All to You)» Зал славы рок-н-ролла считает одними из лучших образцов пения в стиле соул в истории звукозаписи.
Визитная карточка певца — песня «Fever», в 1956 году пять недель возглавлявшая ритм-н-блюзовый чарт «Билборда» и теперь ставшая «стандартом» (классикой, которая часто исполняется) стилей поп и соул. С тех пор она ещё несколько раз становилась хитом в кавер-версиях других музыкантов: Элвиса Пресли, Пегги Ли (2-е место Hot 100), группы McCoys (7 место Hot 100) и Риты Кулидж (76 место Hot 100), а также Мадонны (выпущена на альбоме «Erotica»), но версия Литла Вилли Джона по-прежнему считается лучшей. (Причём, например, Элвис Пресли и Пегги Ли просто скопировали оригинал понотно.)
Как пишет музыкальный сайт AllMusic, записи, сделанные Литл Вилли Джоном в 1950-е годы на лейбле King Records, сыграли огромную роль в «будущем звучании музыки соул. Все, начиная от Кука, Макфаттера и Брауна до Джеки Уилсона, Би Би Кинга и Эла Грина признали свой долг перед этим наиболее необоснованно незамечаемым пионером рока и соула.»
Литл Вилли Джон был включён в Зал славы рок-н-ролла в 1996 году.
Кроме того, песня «Fever» в исполнении Литл Вилли Джона входит в составленный Залом славы рок-н-ролла список 500 Songs That Shaped Rock and Roll.
Имел проблемы с наркотической и алкогольной зависимостью. Также неоднократно арестовывался за мошенничество и хищения в крупных размерах.
Последние годы жизни провел в тюрьме Уолла Уолла в штате Вашингтон за непредумышленное убийство Кендталла Раундтри в Сиэттле, где и умер от пневмонии 26 мая 1968 года в возрасте 30 лет. Похоронен в Восточном Мемориальном парке Детройта в Уоррене, штат Мичиган.
Был женат на Дарлинн (урожд. Боннер), двое детей Уильям Кевин Джон и Дэррилл Кейт Джон.

## Дискография
См. «Little Willie John#Single discography» в английском разделе.